# بلایث دانر
بلایث دانر (انگلیسی: Blythe Danner؛ زاده ۳ فوریهٔ ۱۹۴۳) هنرپیشه اهل ایالات متحده آمریکا است. وی از سال ۱۹۶۵ میلادی تاکنون مشغول فعالیت بوده‌است.

## فیلمشناسی
- خوش شانس
- ملاقات با والدین
- جدایی
- خواهری از سفر آرزوها ۲
- ملاقات با فاکرها
- پائول
- به وانگ فو، با تشکر برای همه چیز! جولی نیومر
- فاکرهای کوچک
- شهر دیوانه
- زنی دیگر
- انتظار برای همیشه
- سیرک نامرئی
- افسانه اثر انگشت‌ها
- قتل یک گربه